# Морави (Поморське воєводство)
Морави (пол. Morawy, нім. Mahren) — село в Польщі, у гміні Ґардея Квідзинського повіту Поморського воєводства.
Населення — 319 осіб (2011).
У 1975-1998 роках село належало до Ельблонзького воєводства.

## Демографія
Демографічна структура станом на 31 березня 2011 року:
|          | Загалом | Допрацездатний вік | Працездатний вік | Постпрацездатний вік |
| -------- | ------- | ------------------ | ---------------- | -------------------- |
| Чоловіки | 172     | 48                 | 110              | 14                   |
| Жінки    | 147     | 35                 | 87               | 25                   |
| Разом    | 319     | 83                 | 197              | 39                   |